# II liga 2018-2019
La II liga 2018-2019 è stata l'11ª edizione della terza serie del campionato polacco di calcio, dal momento in cui ha assunto tale nominazione. Il torneo è iniziato il 21 luglio 2018 ed è terminato il 19 maggio 2019. Il Radomiak Radom, si è laureato campione, venendo promosso assieme a Olimpia Grudziądz e GKS Bełchatów.

## Club Partecipanti
| Club                          | Piazzamento nel 2017-18               | in II liga dal |
| ----------------------------- | ------------------------------------- | -------------- |
| Błękitni Stargard Szczeciński | 14°                                   | 2013-14        |
| Resovia                       | 1° in III liga, gruppo IV (promosso)  | 2018-19        |
| Elana Toruń                   | 1° in III liga, gruppo II (promosso)  | 2018-19        |
| GKS Bełchatów                 | 8°                                    | 2016-17        |
| Gryf Wejherowo                | 9°                                    | 2015-16        |
| Górnik Łęczna                 | 16° in I liga (retrocesso)            | 2018-19        |
| ROW 1964 Rybnik               | 12°                                   | 2014-15        |
| Pogoń Siedlce                 | 15° in I liga (retrocesso)            | 2018-19        |
| Olimpia Elbląg                | 6°                                    | 2016-17        |
| Olimpia Grudziądz             | 17° in I liga (retrocesso)            | 2018-19        |
| Radomiak Radom                | 5°                                    | 2015-16        |
| Rozwój Katowice               | 10°                                   | 2016-17        |
| Ruch Chorzów                  | 18° in I liga (retrocesso)            | 2018-19        |
| Siarka Tarnobrzeg             | 7°                                    | 2012-13        |
| Skra Częstochowa              | 1° in III liga, gruppo III (promosso) | 2018-19        |
| Stal Stalowa Wola             | 11°                                   | 2010-11        |
| Widzew Łódź                   | 1° in III liga, gruppo I (promosso)   | 2018-19        |
| Znicz Pruszków                | 13°                                   | 2017-18        |

## Classifica finale
|  | Pos. | Squadra           | Pt | G  | V  | N  | P  | GF | GS | DR  |
|  | ---- | ----------------- | -- | -- | -- | -- | -- | -- | -- | --- |
|  | 1.   | Radomiak Radom    | 59 | 34 | 17 | 8  | 9  | 67 | 28 | +26 |
|  | 2.   | Olimpia Grudziądz | 59 | 34 | 18 | 5  | 11 | 65 | 44 | +21 |
|  | 3.   | GKS Bełchatów     | 58 | 34 | 16 | 12 | 6  | 41 | 22 | +19 |
|  | 4.   | Elana Toruń       | 56 | 34 | 15 | 11 | 8  | 51 | 37 | +14 |
|  | 5.   | Widzew Łódź       | 55 | 34 | 13 | 16 | 5  | 48 | 29 | +19 |
|  | 6.   | Pogoń Siedlce     | 51 | 34 | 14 | 9  | 11 | 54 | 42 | +12 |
|  | 7.   | Stal Stalowa Wola | 51 | 34 | 15 | 6  | 13 | 47 | 45 | +2  |
|  | 8.   | Znicz Pruszków    | 46 | 34 | 13 | 7  | 14 | 47 | 60 | -13 |
|  | 9.   | Górnik Łęczna     | 46 | 34 | 12 | 10 | 12 | 49 | 55 | -6  |
|  | 10.  | Resovia Rzeszów   | 46 | 34 | 13 | 7  | 14 | 39 | 45 | -6  |
|  | 11.  | Skra Częstochowa  | 43 | 34 | 12 | 7  | 15 | 32 | 48 | -16 |
|  | 12.  | Błękitni Stargard | 41 | 34 | 11 | 8  | 15 | 41 | 51 | -10 |
|  | 13.  | Olimpia Elbląg    | 40 | 34 | 10 | 10 | 14 | 28 | 38 | -10 |
|  | 14.  | Gryf Wejherowo    | 40 | 34 | 11 | 7  | 16 | 49 | 61 | -12 |
|  | 15.  | Siarka Tarnobrzeg | 39 | 34 | 11 | 6  | 17 | 33 | 57 | -24 |
|  | 16.  | Rybnik            | 38 | 34 | 8  | 14 | 12 | 33 | 51 | -18 |
|  | 17.  | Rozwój Katowice   | 34 | 34 | 8  | 10 | 16 | 38 | 52 | -14 |
|  | 18.  | Ruch Chorzów      | 32 | 34 | 7  | 11 | 16 | 37 | 44 | -7  |

Legenda:

      Promosse in I liga 2019-2020

      Retrocesse in III liga 2019-2020

Tre punti a vittoria, uno a pareggio, zero a sconfitta.
La classifica viene stilata secondo i seguenti criteri:
- Punti conquistati
- Punti conquistati negli scontri diretti
- Differenza reti negli scontri diretti
- Reti realizzate negli scontri diretti
- Goal fuori casa negli scontri diretti (solo tra due squadre)
- Differenza reti generale
- Reti totali realizzate
- Fair-play ranking